# Meton digglesi
Meton digglesi är en skalbaggsart som beskrevs av Francis Polkinghorne Pascoe 1859. Meton digglesi ingår i släktet Meton och familjen långhorningar. Inga underarter finns listade i Catalogue of Life.